# Malínky
Malínky (deutsch Malinek, früher Mallinek) ist eine Gemeinde in Tschechien. Sie liegt sechs Kilometer nördlich von Koryčany und gehört zum Okres Vyškov.

## Geographie

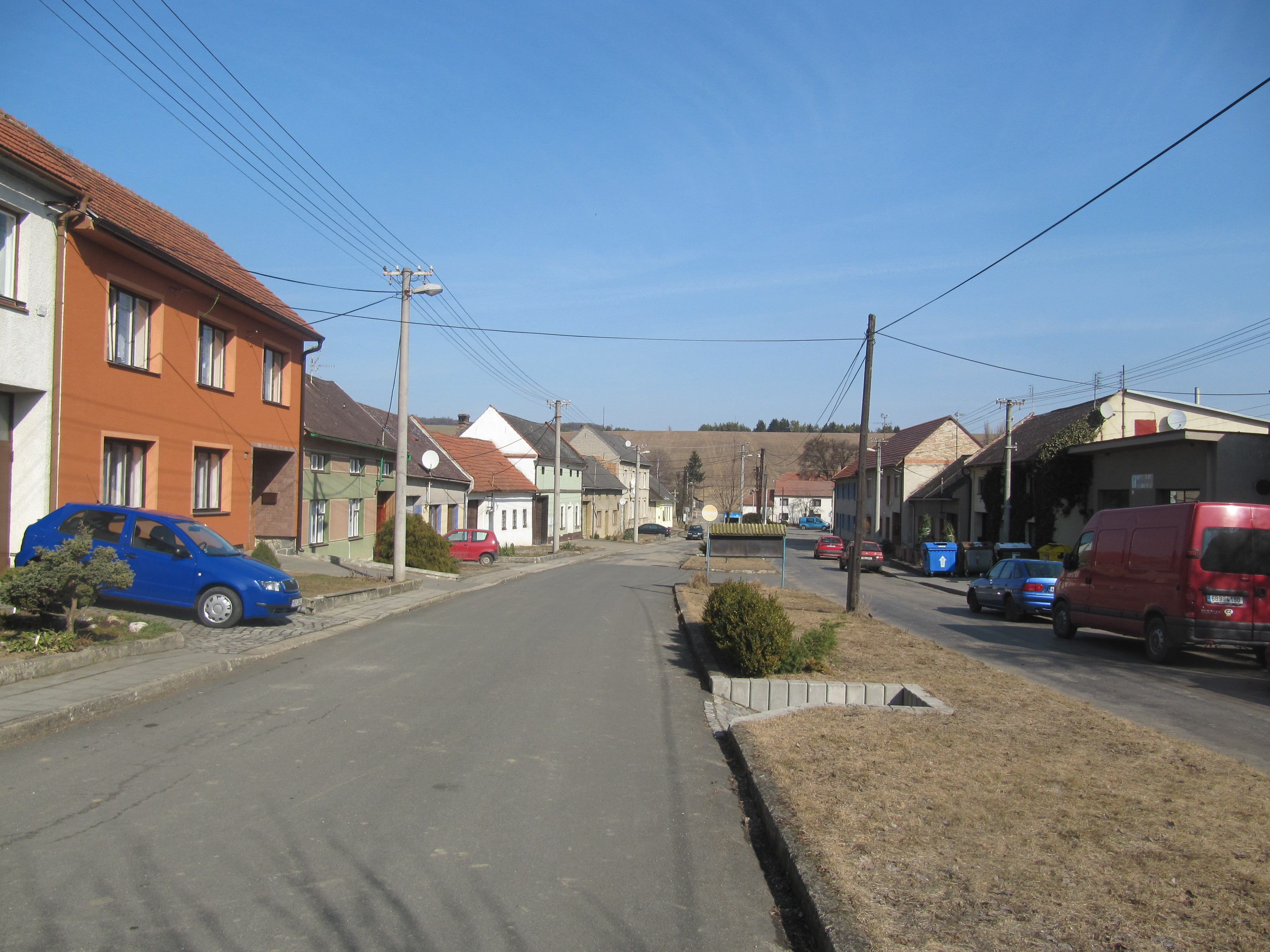
Dorfplatz in Malínky (2011)

Malínky befindet sich linksseitig der Litava (Leitha) am Übergang zwischen den Litenčické vrchy, Ždánický les (Steinitzer Wald) und Marsgebirge. Nördlich erhebt sich die Chroustová (345 m), im Nordosten der Na Pasekách (380 m), südöstlich die Kraví hora (376 m), im Süden die Žaroušky (352 m) und Padělky (332 m) sowie im Nordwesten die Galášky (311 m). Durch Malínky führt die Straße E 50/I/50 von Brno nach Uherské Hradiště.
Nachbarorte sind Kunkovice im Norden, Lísky im Nordosten, Chvalnov und Kožušice im Osten, Střílky, Lískovec im Südosten, Dvorek, Blišice, Koryčany und Mouchnice im Süden, Nemotice und Snovídky im Südwesten, Brankovice im Westen sowie Komorov, Chvalkovice und Nemochovice im Nordwesten.

## Geschichte
Die erste schriftliche Erwähnung des Dorfes erfolgte im Jahre 1408 im Zusammenhang mit Jan Beličar von Malínky. Der Name des Ortes leitet sich möglicherweise vom Vornamen Malen ab. 1481 verkaufte Puta von Lichtenburg zusammen mit der Burg Střílky auch seinen Anteil von Malínky an Johann den Älteren von Oynitz. Im 16. Jahrhundert wurde Malínky an die Herrschaft Bučovice angeschlossen. Zu Beginn des 17. Jahrhunderts bestand das Dorf aus 21 Anwesen. Zu dieser Zeit erwarben die Fürsten von Liechtenstein die Herrschaft. 1790 lebten in den 44 Häusern des Dorfes 49 Familien. 1850 bestand Malínky aus 58 Häusern und hatte 289 Einwohner.
Nach der Aufhebung der Patrimonialherrschaften bildete Malinky ab 1850 eine Gemeinde in der Bezirkshauptmannschaft Wischau. 1890 lebten in den 61 Häusern des Dorfes 307 Personen. Die Liechtensteiner vereinten 1890 die Herrschaften Steinitz und Butschowitz zum Gut Butschowitz-Steinitz. Die Freiwillige Feuerwehr gründete sich 1911. Zwischen 1950 und 1960 gehörte die Gemeinde zum Okres Bučovice und kam nach dessen Aufhebung mit Beginn des Jahres 1961 zum Okres Vyškov zurück.

## Gemeindegliederung
Für die Gemeinde Malínky sind keine Ortsteile ausgewiesen.

## Sehenswürdigkeiten
- Kapelle der hl. Dreifaltigkeit am oberen Ende des Dorfangers, erbaut im 19. Jahrhundert
- Wegekreuz, errichtet 1748
- Naturdenkmal Kuče, südlich des Dorfes, Population trockenheitliebender Pflanzen